# 王志 (南朝)
王志（460年—513年），字次道，琅邪郡临沂县（今山东省临沂西北）人，中国南北朝时南朝齐、南朝梁政治人物、书法家。

## 生平
王僧虔次子，王慈之弟，出自琅琊王氏。尚宋孝武帝女安固公主，拜驸馬都尉，任秘書郎。历任太尉行参軍、太子舍人、武陵王文学。褚淵为司徒，召王志为司徒主簿。王志历任镇北竟陵王功曹史、安陸王友、南郡王友。入朝为中書侍郎。任宣城郡内史，以善政知名。宣城郡百姓張倪、吴慶争田，長年不決。王志赴任，宣城郡父老耻於乡里之争，張倪、吴慶向他請罪、争地閑置。王志召为黄門侍郎，转任吏部侍郎。出向寧朔将軍、東陽郡太守。東陽郡獄中重罪囚徒十几人，冬至日让他们回家，節日過后都回到獄中，只有一人期限過後没有回来。獄司向他報告，王志说：「这是太守的責任，你们这些主管不用担心」。第二天早上，迟到的囚徒回来、他的妻子分娩而误了期限。東陽郡的吏民更加感服王志。484年（南齐永明二年），入朝为侍中，转任吏部尚書。崔慧景之乱平定，王志加右軍将軍之位，封臨汝侯，固辞不受，兼右衛将軍。
蕭衍起兵到达建康，城内的人殺害皇帝東昏侯蕭宝卷，官僚署名把蕭宝卷的首级送给蕭衍。王志听说后，嘆到「冠虽弊，可加足乎」，于是服用庭中樹木之葉，假装病苦，没有署名。蕭衍居到王志没有署名，很赞赏他的行为，不加責备。開霸府，王志任右軍将軍、驃騎大将軍長史。建梁国（梁王），转任散騎常侍、中書令。
502年（天监元年），蕭衍即位为梁武帝，建立梁朝，王志以本官兼前軍将軍。同年转任冠軍将軍、丹陽尹。統治清廉稳健，清除煩杂的政策。京師有个没有子女德寡婦，婆母亡故後，她借债出葬。王志同情她的義举，出私財为她还债。飢饉之年毎早在郡門施粥赈饥民。504年（天监三年），担任散騎常侍、中書令，兼游擊将軍。王志对子侄们说：「謝庄在宋孝武帝之时，位至中書令。我哪能超过他」。于是称病不见賓客。转任前将軍、太常卿。507年（天监六年），出任雲麾将軍、安西始興王長史、南郡太守。508年（天监七年），转任軍師将軍、平西鄱陽郡王長史、江夏郡太守。510年（天监九年），受散騎常侍、金紫光禄大夫之位。513年（天监12年）去世。享年五十四岁。523年（普通四年）改葬，追谥“安”。
王志善写草書、隶書，当时以为楷法。徐希秀常称王志为“书圣”。传世书迹有《一日帖》（一作《雨气帖》）。尚刻有《真賞齋帖》本、《停雲館帖》本、《鬱岡齋帖》本、《三希堂帖》本。

## 子
- 王緝
- 王休
- 王諲
- 王操
- 王素

## 延伸阅读
[在维基数据编辑]
 《梁書·卷21》，出自姚思廉《梁書》